# Tyleria bicarpellata
Tyleria bicarpellata là một loài thực vật có hoa trong họ Ochnaceae. Loài này được (Maguire, Steyerm. & Wurdack) M.C.E.Amaral miêu tả khoa học đầu tiên năm 1991.